# Muscle constricteur supérieur du pharynx
Le muscle constricteur supérieur du pharynx est un muscle du pharynx. C'est le muscle situé le plus haut des trois muscles constricteurs du pharynx. 

## Description
Le muscle constricteur supérieur du pharynx est un muscle quadrilatère, plus mince et plus pâle que le muscle constricteur inférieur du pharynx et que le muscle constricteur moyen du pharynx.
Le muscle est divisé en quatre parties :
- la partie ptérygo-pharyngienne ou muscle ptérygo-pharyngien,
- la partie bucco-pharyngienne ou muscle bucco-pharyngien,
- la partie mylo-pharyngienne ou muscle mylo-pharyngien,
- la partie glosso-pharyngienne ou muscle glosso-pharyngien.

## Origine
La partie ptérygo-pharyngienne se détache du bord postérieur de l'aile médiale du processus ptérygoïde de l'os sphénoïde et de son hamulus.
La partie bucco-pharyngienne se détache du raphé ptérygomandibulaire.
La partie mylo-pharyngienne se détache du processus alvéolaire du maxillaire à l'extrémité postérieure de la ligne mylo-hyoïdienne.
La partie glosso-pharyngienne se détache du bord latéral des muscles de la langue.

## Trajet
Les quatre parties se dirigent en arrière et en dedans pour former le raphé pharyngien en s'entrecroisant avec celles du muscle opposé.
Les fibres supérieures se courbent sous le muscle élévateur du voile du palais et le tube auditif.

## Insertion
Par l'intermédiaire du raphé pharyngien, il se termine sur le tubercule pharyngien de l'os occipital.

## Rapports
L'intervalle entre le bord supérieur du muscle et la base du crâne est fermé par le fascia pharyngobasilaire.
Il y a un intervalle entre le muscle constricteur supérieur du pharynx et le constricteur moyen du pharynx qui permet le passage du nerf glossopharyngien et du muscle stylo-glosse.

## Innervation
Le muscle constricteur pharyngé supérieur est innervé par des rameaux du plexus pharyngien issu du nerf vague.

## Action
Dès que le bol alimentaire est reçu dans le pharynx, les muscles élévateurs se détendent, le pharynx descend et les muscles constricteurs du pharynx se contractent sur le bol et le poussent vers le bas dans l'œsophage.

## Galerie

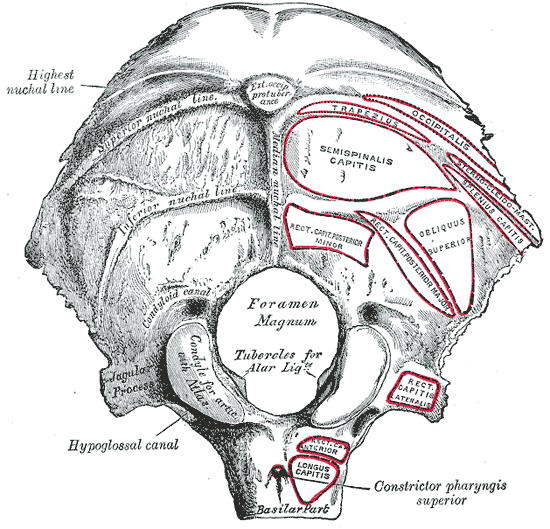
L'os occipital (face externe)
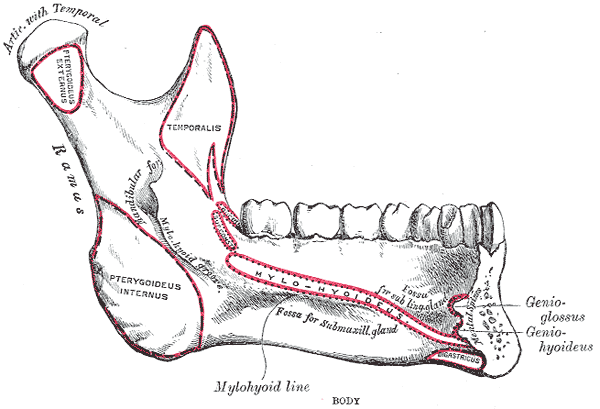
Le mandibule (vue médiale interne). L'insertion du muscle constricteur pharyngé supérieur est marquée "sup const".
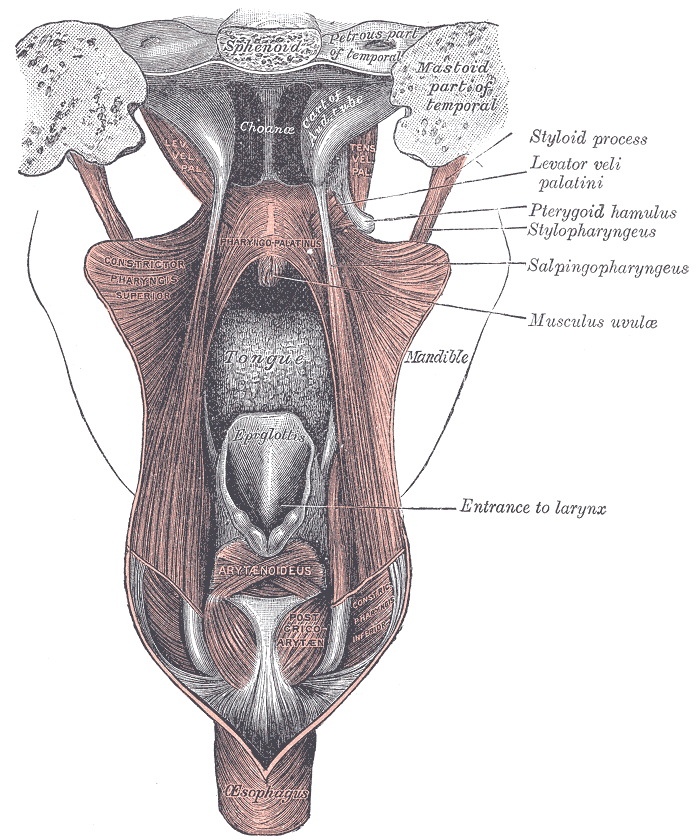
Muscles du palais (vue postérieure).
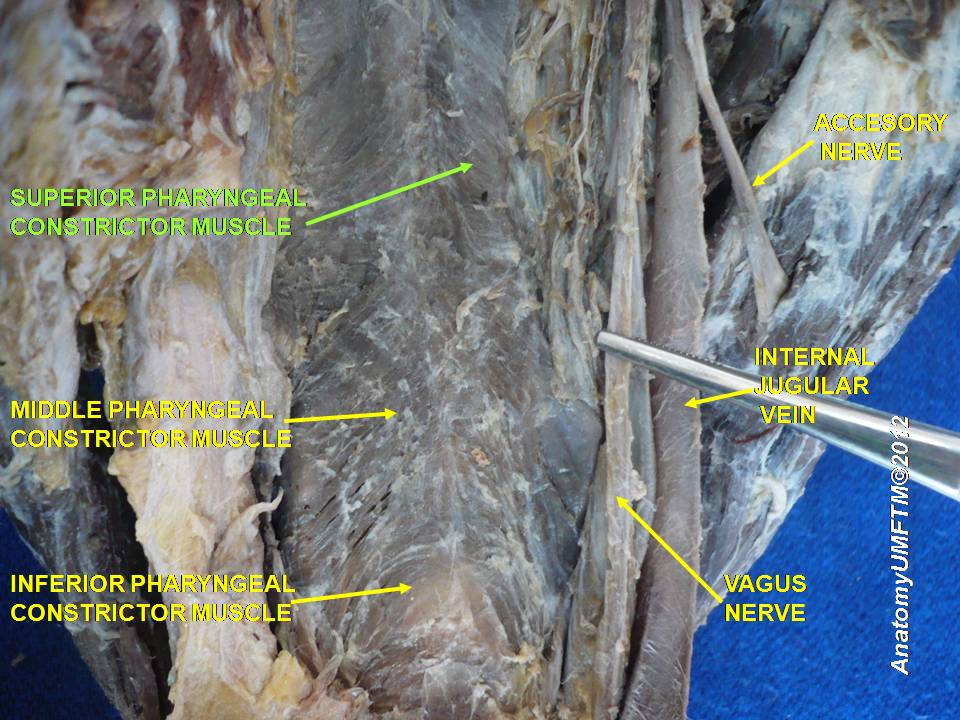
Dissection des muscles constricteurs du pharynx.
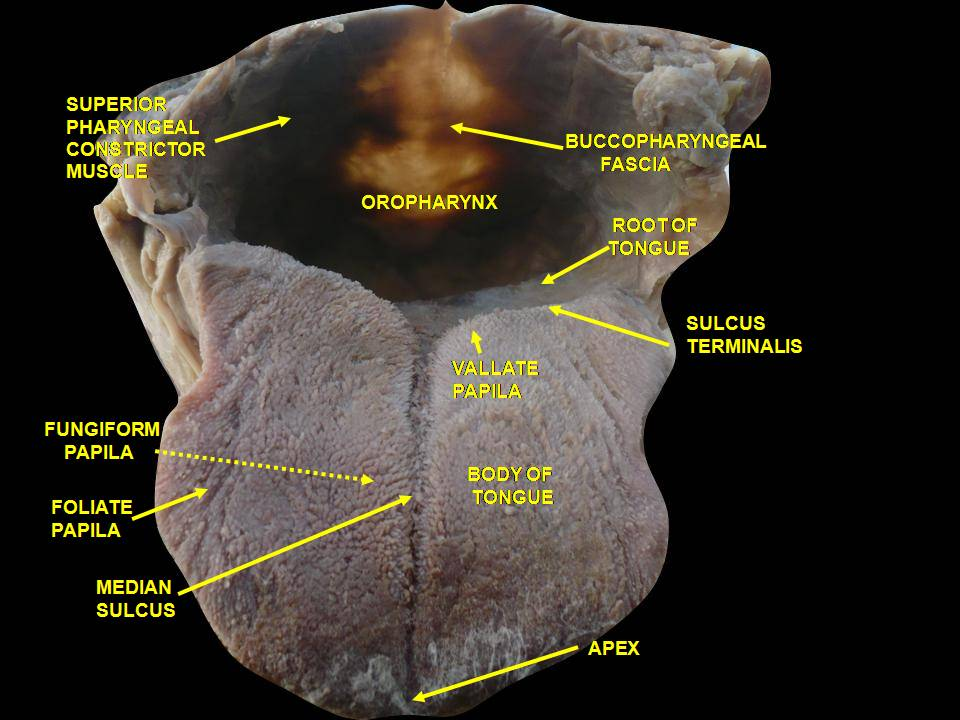
Dissection profonde du plancher buccal. Vue antérieure.
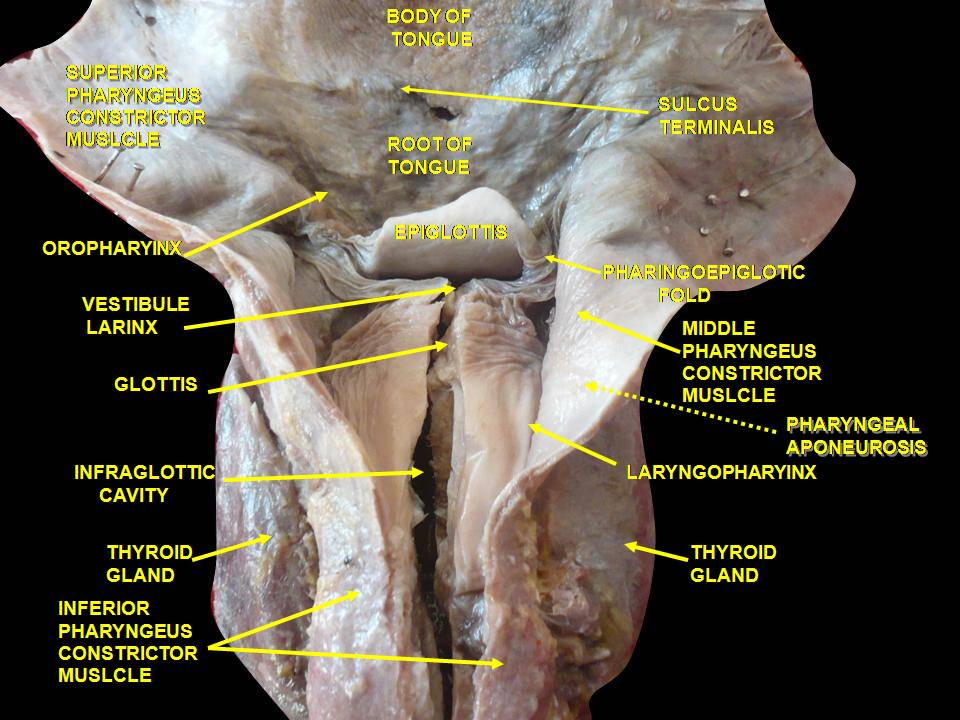
Dissection profonde du larynx, du pharynx et de la langue(vue postérieure)